# Keyshia Cole
Keyshia Cole, född 15 oktober 1981, är en amerikansk Grammy-nominerad R&B-sångerska och låtskrivare. Hennes största förebilder är sångerskorna Mary J. Blige och Brandy.
Hon släppte sitt platinasäljande debutalbum The Way It Is i juni 2005 och hennes andra album, vilket också sålde platina, Just Like You, i september 2007. Keyshias tredje studioalbum, A Different Me, släpptes den 16 december 2008. Hitsingeln "Playa Cardz Right" innehöll ett par verser av rapparen 2Pac och släpptes officiellt den 8 oktober 2008.

## Diskografi
- The Way It Is (2005)
- Just like You (2007)
- A Different Me (2008)
- Calling All Hearts (2010)
- Woman to Woman (2012)
- Point of No Return (2014)
- 11:11 Reset (2017)